# Ghiacciaio Kirkpatrick
Il ghiacciaio Kirkpatrick (in inglese Kirkpatrick Glacier) è un ghiacciaio lungo circa 19 km situato sulla costa di Hobbs, nella parte occidentale della Terra di Marie Byrd, in Antartide. Il ghiacciaio, il cui punto più alto si trova 521 m s.l.m., fluisce verso ovest scorrendo lungo il versante meridionale delle cime McDonald fino ad unire il proprio flusso a quello del ghiacciaio Hull.

## Storia
Il ghiacciaio Kirkpatrick è stato mappato dallo United States Geological Survey grazie a ricognizioni terrestri dello stesso USGS e a fotografie aeree scattate dalla marina militare statunitense nel periodo 1959-65; esso è stato poi così battezzato dal Comitato consultivo dei nomi antartici in onore di Thomas W. Kirkpatrick, comandante della guardia costiera statunitense, ufficiale delle operazioni navali della forza di supporto navale statunitense in Antartide durante le operazioni Deep Freeze del 1972 e del 1973.